# Guðni Valur Guðnason
Guðni Valur Guðnason (11 ottobre 1995) è un discobolo e pesista islandese.
Ha rappresentato l'Islanda in occasione dei Giochi olimpici di Rio de Janeiro 2016. I maggiori successi di Guðnason sono soprattutto nel circuito delle competizioni atletiche dei Giochi dei piccoli stati d'Europa.

## Palmarès
| Anno | Manifestazione                    | Sede           | Evento           | Risultato      | Prestazione | Note                                     |
| ---- | --------------------------------- | -------------- | ---------------- | -------------- | ----------- | ---------------------------------------- |
| 2015 | Giochi dei piccoli stati d'Europa | Reykjavík      | Lancio del disco | Oro            | 56,40 m     |                                          |
| 2015 | Europei under 23                  | Tallinn        | Lancio del disco | 15º (q)        | 53,66 m     |                                          |
| 2016 | Camp. dei piccoli stati d'Europa  | Marsa          | Lancio del disco | Oro            | 60,05 m     |                                          |
| 2016 | Europei                           | Amsterdam      | Lancio del disco | 22º (q)        | 61,20 m     | Miglior prestazione personale stagionale |
| 2016 | Giochi olimpici                   | Rio de Janeiro | Lancio del disco | 21º (q)        | 60,45 m     |                                          |
| 2017 | Giochi dei piccoli stati d'Europa | Serravalle     | Lancio del disco | Oro            | 59,98 m     |                                          |
| 2017 | Giochi dei piccoli stati d'Europa | Serravalle     | Getto del peso   | 4º             | 16,96 m     |                                          |
| 2017 | Europei under 23                  | Bydgoszcz      | Lancio del disco | 5º             | 57,31 m     |                                          |
| 2018 | Camp. dei piccoli stati d'Europa  | Schaan         | Lancio del disco | Oro            | 60,25 m     |                                          |
| 2018 | Europei                           | Berlino        | Lancio del disco | 16º (q)        | 61,36 m     |                                          |
| 2019 | Giochi dei piccoli stati d'Europa | Antivari       | Lancio del disco | Argento        | 57,64 m     |                                          |
| 2019 | Giochi dei piccoli stati d'Europa | Antivari       | Getto del peso   | Bronzo         | 17,83 m     |                                          |
| 2019 | Mondiali                          | Doha           | Lancio del disco | 32º (q)        | 53,91 m     |                                          |
| 2021 | Giochi olimpici                   | Tokyo          | Lancio del disco | Qualificazione | nm          |                                          |
| 2022 | Europei                           | Monaco         | Lancio del disco | 11º            | 61,00 m     |                                          |
| 2023 | Mondiali                          | Budapest       | Lancio del disco | 22º (q)        | 62,28 m     |                                          |
| 2024 | Europei                           | Roma           | Lancio del disco | 24º (q)        | 59,15 m     |                                          |

## Altre manifestazioni internazionali
2017
- Argento Coppa Europa di lanci under 23 ( Las Palmas de Gran Canaria), lancio del disco - 59,33 m

2021
- Argento Coppa Europa di lanci ( Spalato), lancio del disco - 63,66 m